# Wieczornik (nietoperze)
Wieczornik (Ia) – rodzaj ssaków z podrodziny mroczków (Vespertilioninae) w obrębie rodziny mroczkowatych (Vespertilionidae).

## Zasięg występowania
Rodzaj obejmuje jeden żyjący współcześnie gatunek występujący w Azji.

## Morfologia
Długość ciała (bez ogona) 83–107,1 mm, długość ogona 45,4–83 mm, długość przedramienia 66–83,1 mm; masa ciała 48–54 g.

## Systematyka
Rodzaj zdefiniował w 1902 roku angielski zoolog Oldfield Thomas w artykule poświęconym dwóm nowym ssakom z Chin opublikowanym na łamach The Annals and magazine of natural history. Na gatunek typowy Thomas wyznaczył (oznaczenie monotypowe) wieczornika olbrzymiego (I. io).

### Etymologia
- Ia: łac. Ia „młoda kobieta z czasów klasycznych”[8][9].
- Parascotomanes: gr. παρα para „blisko, obok”; rodzaj Scotomanes Dobson, 1875 (arlekinek)[10]. Gatunek typowy (oznaczenie monotypowe): Scotomanes (Parascotomanes) beaulieui Bourret, 1942 (= Ia io O. Thomas, 1902).

### Podział systematyczny
Do rodzaju należy jeden występujący współcześnie gatunek:
- Ia io O. Thomas, 1902 – wieczornik olbrzymi

Opisano również wymarły gatunek z miocenu dzisiejszej Tajlandii:
- Ia lanna Mein & Ginsburg, 1997